# مارموت خاکستری
مارموت خاکستری(خوشتیپ خاکستری) (نام علمی: Marmota baibacina) نام یک گونه از سرده مارموت است.